# Friedrich Waldeck (Politiker, 1830)
Friedrich Carl Wilhelm Waldeck (* 6. Juli 1830 in Glindfeld; † 30. März 1891 in Arolsen) war ein deutscher Richter und Politiker.

## Leben
Friedrich Waldeck war der Sohn des Gutsbesitzers Hermann August Waldeck (1799–1888) und dessen Ehefrau Julia, geborene Caspari (1806–1879). Er heiratete am 19. August 1866 Sophie Meta Wilhelmine Clara Ebersbach (1836–1887).
Waldeck besuchte das Gymnasium in Korbach und studierte dann ab 1850 Rechtswissenschaften in Heidelberg. 1862 wurde er Rechtsanwalt in Korbach, 1863 Rechtsanwalt und Hilfsarbeiter in Arolsen. Ab 1867 war er Kreisgerichtsassessor in Korbach und im gleichen Jahr Aktuar mit dem bestehenden Titel in Pyrmont. 1869 wurde er Amtsrichter in Nieder-Wildungen. 1872 wurde er zum Oberamtsrichter befördert. 1879 wurde er Amtsgerichtsrat am Amtsgericht Wildungen und 1888 am Amtsgericht Arolsen. 
Von 1878 bis 1891 war er Abgeordneter im Landtag des Fürstentums Waldeck-Pyrmont. Er wurde im Wahlkreis Kreis der Eder gewählt.